# Бой под Гурбами
Бой под Гурба́ми (укр. Бій під Гурбами) — по утверждениям института истории Национальной академии наук Украины, самый масштабный бой, который происходил с 21 по 25 апреля 1944 года возле села Гурбы (укр. Гурби) на юге Ровенской области, между войсками НКВД СССР и силами УПА. Закончился победой советских войск и прорывом из окружения остатков украинских бойцов. Число погибших военных и гражданских лиц точно не установлено.
Бой состоялся во время перехода частей УПА через советско-немецкий фронт. Разбитые немецкие войска уже не угрожали частям УПА, поэтому наибольшую опасность для украинских повстанцев составляли отделы НКВД.

## Предыстория
Успехи советских войск в Белоруссии и на Украине в 1944 году привели к стремительному отступлению немцев. Но вместе с отступлением немецких войска на запад продвигалась Красная Армия. Именно в это время украинское повстанческое движение достигло своего расцвета — в 1943—1944 годах в рядах УПА было от 30 до 100 тысяч человек.
Поскольку немецкая армия быстро отступала и уже не представляла угрозы для УПА и Украины в целом, словацкие части уже давно не вступали в бои с украинскими повстанческими отделами, а венгерское военное командование подписало даже тайный договор с УПА о взаимном ненападении, серьёзную угрозу для УПА представляли советские войска. Местные жители ожидали повторения репрессий 1939—1941 годов.
Не встречая значительного сопротивления со стороны войск УПА, Красная Армия продолжила наступление на позиции немецких войск. Для борьбы с «оуновскими бандами», которые находились в тылу, советское командование отправило несколько дивизий НКВД. После того, как главные силы Красной Армии прошли через Западную Украину, УПА организовала ряд военных акций, которые были направлены против войск НКВД, коммунистов и мирных жителей.
По мнению Петра Мирчука, главной причиной, которая привела к боевым действиям под Гурбами, было покушение на командующего 1-м Украинским фронтом Николая Ватутина, совершённое отрядом УПА 29 февраля 1944 года недалеко от села Милятин. На поиски сотни УПА была отправлена опергруппа «Смерш» в составе 60 человек. Но ещё к их приходу повстанцам, а также подавляющему большинству жителей Милятина, удалось отойти в лес. В ответ на смерть Ватутина, НКВД начало широкомасштабные карательные операции против УПА. Одним из заданий было уничтожение большой группировки УПА в районе Кременецких лесов.

## Соотношение сил
В бою принимали участие формирования УПА-Север («Богун» (укр. «Богун»), под командованием Петра Олейника) и УПА-Юг (командовал Василий Кук). Приблизительная численность была 5 тысяч. Также к УПА присоединилось около 500—1000 лиц из окружающих сёл Гурбы и Антоновка, которые искали защиты для своих семей от большевиков. Их отправили вглубь леса, поручив им помогать раненым и забирать их с поля боя.
Против повстанцев НКВД задействовал 5 бригад солдат и некоторые части Красной Армии, авиацию, 15 лёгких танков, полк кавалерии. Всего около 30 000 солдат и офицеров. Самолёты использовались для разведки, чтобы выявить большие скопления войск УПА.
До боя под Гурбами между частями УПА и НКВД произошло небольшое боестолкновение около села Москалевка). По утверждению современных украинских историков, в нём победили повстанцы.

## Ход боя
20 апреля 1944 года советские войска сосредоточили большую часть своих войск на линии Шепетовка — Ровно — Збараж. Утром 21 апреля солдаты УПА начали рыть шанцы и устанавливать пушки. Был развёрнут полевой госпиталь. Первое наступление войск НКВД состоялось в полдень с запада, севера и юга, однако бойцам УПА удалось отбить атаку.
Вторая атака состоялась 23 апреля. Фланговыми ударами войскам НКВД удалось сжать фланги УПА, в результате чего повстанцы очутились в «мешке». Наконец, утром 24 апреля командование НКВД решило начать генеральное наступление. После артиллерийского обстрела позиций УПА войска НКВД лавиной двинулись на повстанцев. На следующий день, прорвав линию обороны командира Ясеня, войска НКВД, окружили и уничтожили курень Сторчана. Был убит сам Сторчан, четыре старшины и около 60-ти повстанцев. К 16:00 советские военные соединения начали наступление с юго-запада, в результате чего повстанческие отделы отступили вглубь Гурбенских лесов.
В ночь с 23 на 24 апреля 1944 года войска УПА попробовали впервые пробить кольцо врага, однако эта попытка оказалась неудачной, и они были вынуждены принять бой в Гурбенских лесах. Основные бои происходили сначала в сёлах, однако потом УПА вынуждена была отступить вглубь Гурбенского леса.
24 апреля 1944 года командование УПА приняло решение о необходимости выхода из окружения и организации попытки прорыва. В качестве причин указывалась «ограниченность в патронах и продовольственных запасах» (эта информация не соответствует данным из доклада НКВД, в котором говорилось о захваченном после боя огромном количестве патронов, оружия, и продовольствия). госпиталь был расформирован. Легкораненые бойцы приобщились к боевым отрядам, а тяжелораненые, вместе с гражданским населением, разделились на несколько групп, которые должны были просочиться через линию фронта, пока основные силы отвлекали на себя внимание войск НКВД. Утром 25 апреля повстанцы тремя группами, с боем начали выходить из окружения в районе села Буща.

## Последствия
Каждая из сторон, участвовавших в этом бою, объявляла о своей победе. УПА, как обычно, объявила в приказе, что «вражеские потери в 10 раз больше собственных», позже вражеские потери увеличились — до 17 — 20 и более раз. Повстанцы уничтожили большую часть советских войск, однако о потерях самих повстанцев свидетельствует сильная реорганизация, а в дальнейшем и объединение групп УПА-Север и УПА-Юг. НКВД захватило в плен около 100 бойцов УПА. Вскоре всех пленных казнили. Во время наступления НКВД на позиции повстанцев, которые вырвались из окружения, погиб командир куреня Мамай. Некоторые другие сотники и взводные покончили с собой, чтобы не попасть в плен к врагу.

## Потери сторон

### СССР
Приблизительно 27 апреля командование внутренними силами войск НКВД написало доклад командующему войсками 1-го Украинского Фронта маршалу Советского Союза Жукову о результатах операции из ликвидации «банд ОУН» в Кременецких лесах Ровенской области.
В нём отмечалось, что были захвачены огромное количество патронов, оружия, советской и немецкой униформы, продовольствия, бочек с бензином. В докладе также идёт речь о захваченном работающем самолёте У-2.
По данным советской стороны, потери УПА составили 2018 человек убитыми и 1570 пленными.
В официальном докладе Берия, составленном для Сталина, Молотова и начальника Генерального штаба Красной Армии Антонова указывалось, что в боевых столкновениях с 21 по 27 апреля потери НКВД составили 11 человек убитыми и 46 ранеными.

### УПА
Описание боя под Гурбами было напечатано в газете Краевой Ячейки Провода ОУН «На змину» в июле 1950 года. В газете детально описан бой, а также отмечены потери обеих сторон: «…в боях под Гурбами погибло 80 повстанцев. Большевицкие потери насчитывают свыше 1800 убитых и много раненых…».
Василий Кук в своём интервью Александру Гогуну заявил, что УПА потеряла не больше 100 людей, а убили повстанцы 1700 советских солдат и ещё столько же ранили.
Согласно другим данным потери советских войск составили 120 человек, украинских повстанцев — 80 плюс потери солдат Вермахта, поддерживавших националистов. В Государственном архиве РФ содержится обзор неустановленного лица из руководства УПА от 14.08.1944 года, где сказано, что в бою под Гурбами погибло 80 бойцов УПА и около 120 «большевиков».

### Историография
Украинские историки написали немало книг о движении УПА, в том числе и о бое под Гурбами. В 2002 году во Львове была презентована документальная книга молодых историков Игоря Марчука и Олега Тищенко «Гурбы: апрель 1944-го». Исследование проведено при поддержке Молодёжного националистического конгресса. Первый тираж составлял 300 экземпляров. При финансовой поддержке известного писателя и мецената из Австралии, бывшего булавного УПА Юрия Борця вышел в свет и второй тираж, уже в количестве 2000 экземпляров. В книге описан не только сам бой, но и последствия, для всей повстанческой армии. По мнению авторов книги, причинами потерь повстанческих войск являются:
- открытый бой с Красной Армией (ведь повстанческие силы не имели постоянного подкрепления, в отличие от войск НКВД);
- решение о ведении «правильной или стандартной вийны» (рытье окопов, создание разветвлённой системы укреплений, тяжёлое вооружение);
- масштабная мобилизация (скопление больших, плохо обученных и недостаточно вооружённых повстанческих сил в одном месте, что превратило их в лёгкую добычу).

## Памятные мероприятия
18 мая 2007 года на месте боёв в урочище Гурбы состоялось торжественное открытие мемориала памяти погибшим воинам Украинской повстанческой армии. На открытии пантеона присутствовали львовские пластуны, ведь в бою принимали участие скауты из Пласта, в частности Василий Кук.
Сегодня около села Гурбы установлена каплица и памятный крест в честь бойцов УПА. Ежегодно силами Молодёжного националистического конгресса устраиваются военно — спортивные игры «Гурбы-Антоновцы». По мнению организаторов, это должно способствовать воспитанию «у детей, юношества и молодёжи национального сознания, исторической памяти, гражданской позиции, патриотизма, готовности защищать Родину путём овладения духовным наследством освободительной борьбы ОУН-УПА и налаживания межрегионального сотрудничества между молодёжью разных областей Украины».
На месте основных столкновений общественное объединение «Общество поиска жертв войны „Память“» проводит поисково-эксгумационные исследования захоронений бойцов УПА с целью перезахоронения погибших. Установить точное количество убитых во время боя в Гурбенских лесах невозможно, ведь многие тела были захоронены значительно позже.
21 апреля 2009 года была торжественно отмечена 65-я годовщина наибольшей в истории Украинской Повстанческой Армии битвы с войсками НКВД. По сведениям председателя Ровенской областной государственной администрации В.Матчука, местная власть Ровенской области позаботится о достройке Пантеона УПА на этом месте и создании здесь своеобразного музея национально-освободительного движения, где будут собраны для воспоминания участников этого боя оружие повстанцев, их одежда, амуниция, все вещи, которые были и ещё будут найдены в этих местах в результате проведения здесь археологических раскопок и исследований.
Несколько лет назад в этой местности по инициативе УПЦ КП и тогдашнего губернатора области Василия Червоного был основан мужской Свято-Воскресенский монастырь.